# 田山正雄
田山 正雄（たやま まさお、本名：金田正雄（旧姓：山田）、1971年1月2日 - ）は、日本のプロレスのレフェリーである。
実弟に元みちのくプロレス所属選手で元プロレスラーの山田英樹がいる。

## 経歴
高校時代、レスリングで国体出場。もともとはプロレスラー志望で、メキシコに渡り獣神サンダー・ライガー、ウルティモ・ドラゴンらとともにトレーニングに励んだ。
雑誌のレフェリー募集欄を見て応募してレフェリー試験に合格。新弟子と同じメニューの練習をこなし合宿所入りし、1991年11月10日に新日本プロレスのレフェリーとしてデビューする。ジュニアヘビー級の選手たちの試合を多く裁き、タイガー服部の一時退社後はメイン級のレフェリーとなっている。
レフェリーとしてのキャリアが浅い時期には、頻繁に試合中に選手に突き飛ばされたり、小突かれることがあった。ひどい時には、野外プロレスの際新日本プロレス時代の馳浩にジャイアントスイングで池に放り投げられたことさえあった。またロープブレイクしても関節技を離さない選手には蹴りを入れて引き剥がそうとする事があり、この行為をされたケンドー・カシンにキレられ執拗に暴行され試合後飛びつき腕十字を食らわされてしまったこともある。レスラーとしてのトレーニングも積んでいたため、若手ながら「いじられ役」を果たすのに適役だったとも言える。
キャリアこそ長いが、レフェリング技術には疑問が投げかれられることが多い。ヒールのプロレスラーが少し田山あるいは他のレフェリーに試合中反則行為を行っただけですぐに試合をストップさせてしまったり、フォールの際に明らかなカウントミスを犯し（特に平成維震軍興行の越中詩郎-サブゥー戦）大ブーイングを引き起こすこともあった。2004年10月9日に行われた佐々木健介対藤田和之のIWGPヘビー級選手権戦における裁定も物議をかもしている。
1999年5月1日放送の「ウルトラマンガイア」第34話「魂の激突!」（MBS制作・TBS系列）では、橋本真也らと共に出演。
2007年10月、自殺を図ろうとしていた安田忠夫を発見。安田は一命を取り留めた。
2008年4月30日付で新日本プロレスを退団。
以降はリアルジャパンプロレス、ZERO1、IGFなど様々な興行でレフェリーを行っている。

## 人物
- 新日本では初の生え抜きレフェリー。
- 橋本真也を中心とするグループ（安田忠夫など）と仲が良かったことで知られる。橋本のZERO-ONE設立当時、そちらに移らなかったのは、「好き嫌いだけじゃ迂闊に移れない」。「あのときの新日本とゼロワンの関係は複雑すぎてわからなかった」から[1]。
- モットーは自分が泥をかぶっても「最善の着地点を探す」[1]。
- 2005年の天山広吉対小島聡、IWGP＆三冠統一戦の“レフェリーストップ決着”をメインレフェリーであった和田京平に指示した陰の立役者。止めなければ天山の選手生命が危なかったため、和田からは「MVPは田山レフェリーだ」との言葉をもらっている[1]。

## 出演

### ドラマ
- 「ウルトラマンガイア」第34話「魂の激突!」） （1999年、TBS） - レフェリー 役